# Entrimo

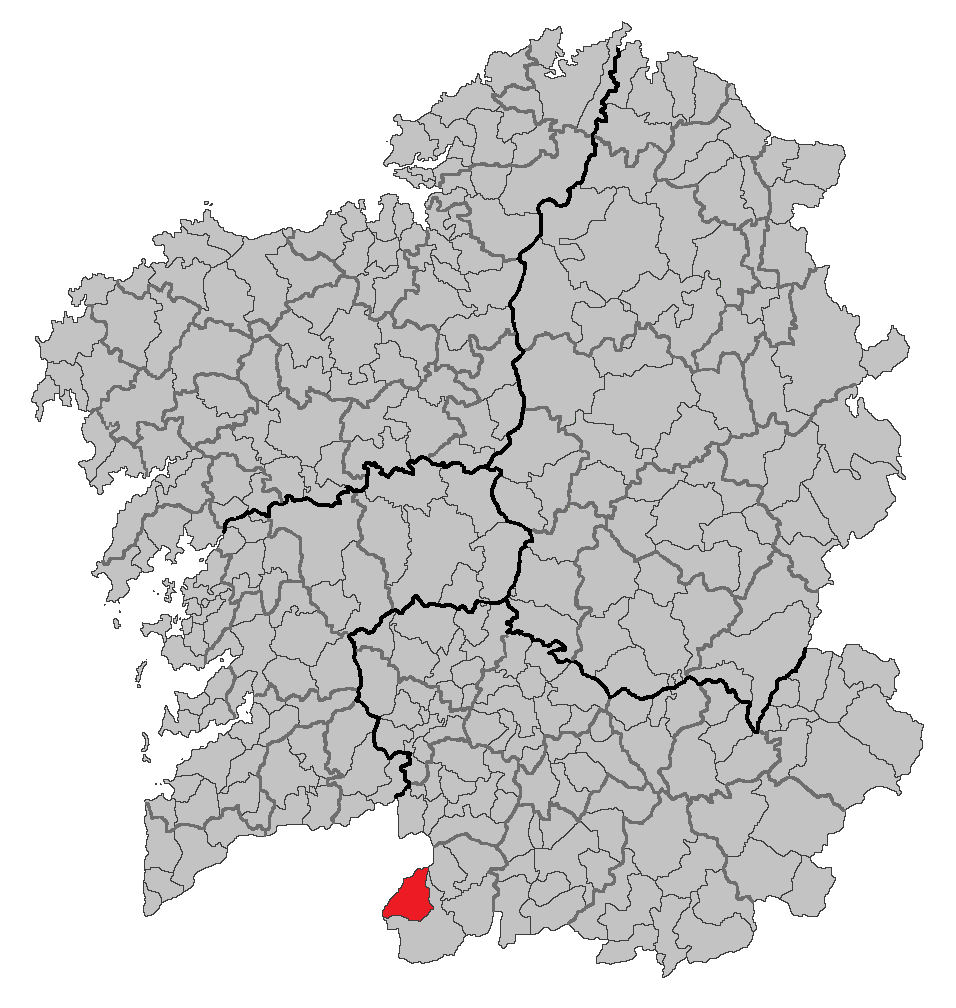
Localização de Entrimo

Entrimo é um município raiano da Espanha na província 
de Ourense, 
comunidade autónoma da Galiza, de área 84,53 km² com 
população de 1390 habitantes (2007) e densidade populacional de 16,17 hab/km².

## Demografia
| Variação demográfica do município entre 1991 e 2004 | Variação demográfica do município entre 1991 e 2004 | Variação demográfica do município entre 1991 e 2004 | Variação demográfica do município entre 1991 e 2004 |
| --------------------------------------------------- | --------------------------------------------------- | --------------------------------------------------- | --------------------------------------------------- |
| 1991                                                | 1996                                                | 2001                                                | 2004                                                |
| 1696                                                | 1523                                                | 1442                                                | 1370                                                |